# The Path (álbum de Fit for a King)
The Path es el sexto álbum de estudio de la banda estadounidense de metalcore Fit for a King. Fue lanzado el 18 de septiembre de 2020 a través de Solid State Records y fue producido por Drew Fulk. Es el primer álbum de la banda con el guitarrista Daniel Gailey. También es el último álbum en el que participa Jared Easterling, baterista fundador de la banda, antes de que dejara la banda en diciembre de 2021.

## Lanzamiento y promoción
El 13 de marzo de 2020, la banda lanzó un nuevo sencillo titulado "Breaking the Mirror" junto con un video con la letra. El 8 de julio, la banda anunció el álbum, su portada, la lista de canciones y la fecha de lanzamiento. El 10 de julio, la banda lanzó el segundo sencillo "God of Fire", con Ryo Kinoshita de Crystal Lake.
El 6 de agosto, la banda lanzó el tercer sencillo "Locked (In My Head)". El 25 de agosto, la banda anunció en sus redes sociales que el cuarto y último sencillo, titulado "Annihilation", se lanzaría el 28 de agosto. Ese mismo día, tres semanas antes del lanzamiento del álbum, la banda lanzó el sencillo. El 18 de septiembre, día del lanzamiento del álbum, la banda lanzó el video musical de la canción principal.

## Lista de canciones
| N.º | Título                                            | Duración |  |
| 1.  | «The Face of Hate»                                | 3:41     |  |
| 2.  | «Breaking the Mirror»                             | 3:34     |  |
| 3.  | «Annihilation»                                    | 3:10     |  |
| 4.  | «The Path»                                        | 4:07     |  |
| 5.  | «Prophet»                                         | 4:17     |  |
| 6.  | «Locked (In My Head)»                             | 3:06     |  |
| 7.  | «God of Fire» (con Ryo Kinoshita de Crystal Lake) | 3:30     |  |
| 8.  | «Stockholm»                                       | 2:30     |  |
| 9.  | «Louder Voice»                                    | 4:31     |  |
| 10. | «Vendetta»                                        | 3:07     |  |

## Posicionamiento en lista
| Lista (2020)                          | Posición |
| ------------------------------------- | -------- |
| Alemania (Offizielle Top 100)         | 70       |
| US Billboard 200                      | 70       |
| Estados Unidos (Christian Albums)     | 1        |
| Estados Unidos (Top Hard Rock Albums) | 2        |
| US Top Rock Albums (Billboard)        | 6        |

## Personal
Fit for a King
- Ryan Kirby – voz principal
- Daniel Gailey – guitarras, coros
- Bobby Lynge – guitarras, coros
- Ryan "Tuck" O'Leary – bajo, voces aguda
- Jared Easterling – batería

Músicos adicionales
- Ryo Kinoshita: voz (pista 7).